# 56-os kápolna

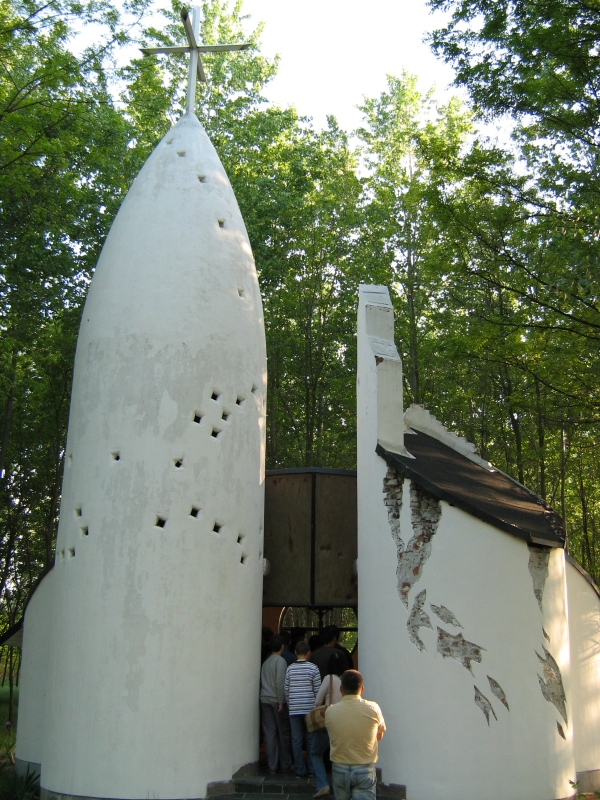
Az 56-os kápolnaJ Kiskunmajsán.

Az 56-os kápolnát az 1956-os forradalom mártírjainak emlékére állították Kiskunmajsán. Tervezője Csete György Kossuth-díjas építész.

## Története
Az alapkövet 2001. november 2-án rakták le, szentelése 2002 nyarán történt meg Bábel Balázs kalocsa-kecskeméti érsek, Gyulay Endre szeged-csanádi püspök és Tempfli József nagyváradi püspök részvételével. A kápolna védőszentje Kapisztrán Szent János, akinek ünnepe október 23-án van. A védőszentválasztást az is magyarázza, hogy Kapisztrán a nándorfehérvári diadal egyik hőse, és a diadal 1456-ban, éppen 500 évvel az 1956-os szabadságharc előtt történt. Az épület egyik tornya a győztes forradalmat, a másik, romos tornya pedig a levert, vérbe fojtott szabadságharcot jelképezi.
Belül látható a  mártírok névtáblája születésük, kivégzésük időpontjával, foglalkozásukkal, a kápolna  mennyezeti izzói pedig a csillagjegyek alakzatát követik.
A kápolnában temették el – kívánságának megfelelően – Pongrátz Gergelyt és 2010. január 16-án Pongrátz Ödönt.
Az épület előtt három fafaragású szobor helyezkedik el:
- Ülő Krisztus-szobor
- Krisztus a feszületen
- Kapisztrán Szent János szobra

## Galéria

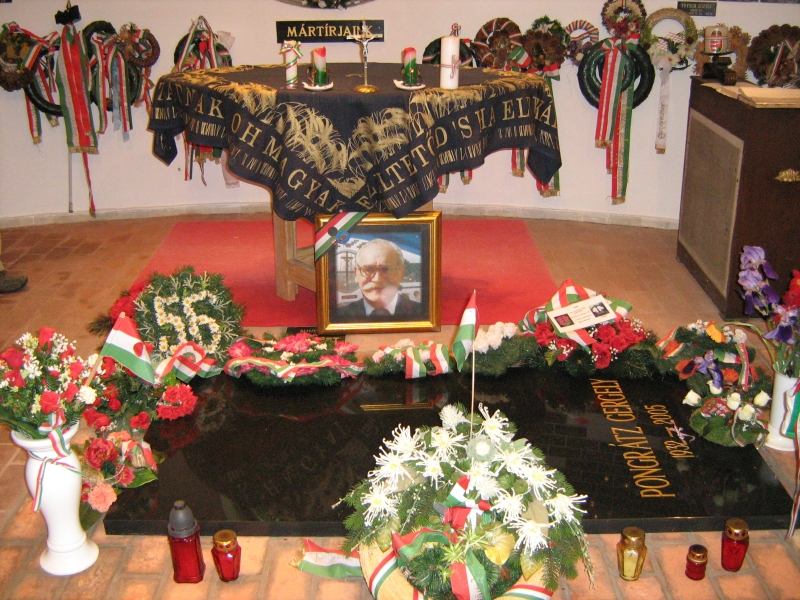
Pongrátz Gergely sírja
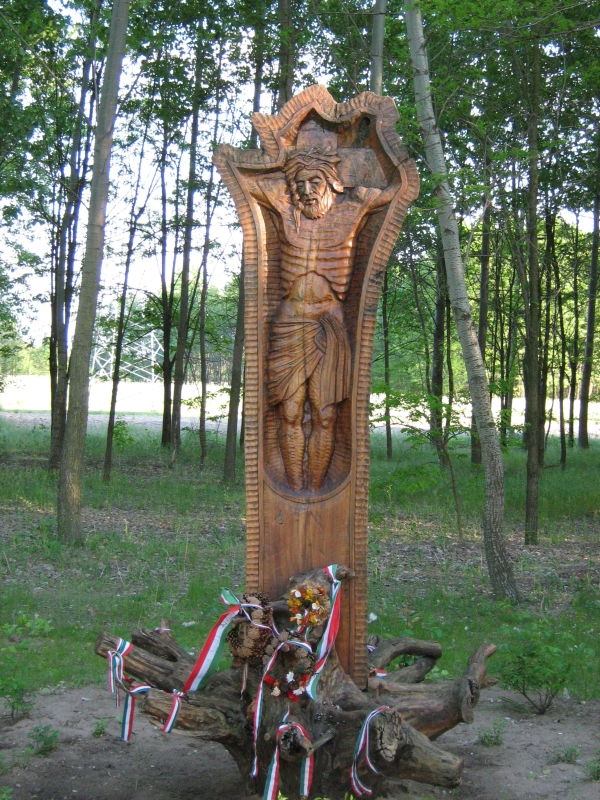
„Népek Krisztusa, Magyarország” (Márai Sándor)
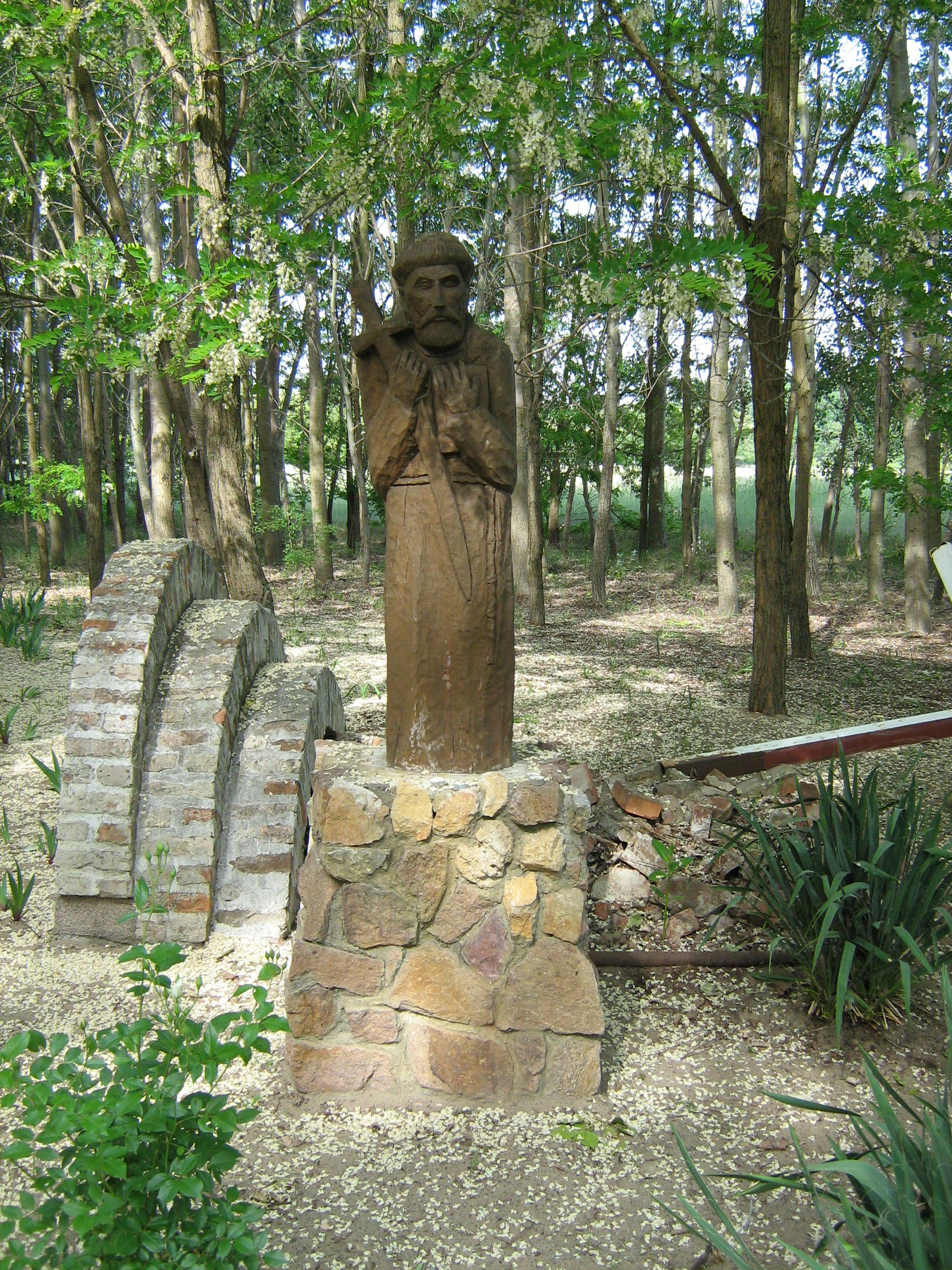
Kapisztrán Szent János szobra az 56-os Kápolnánál
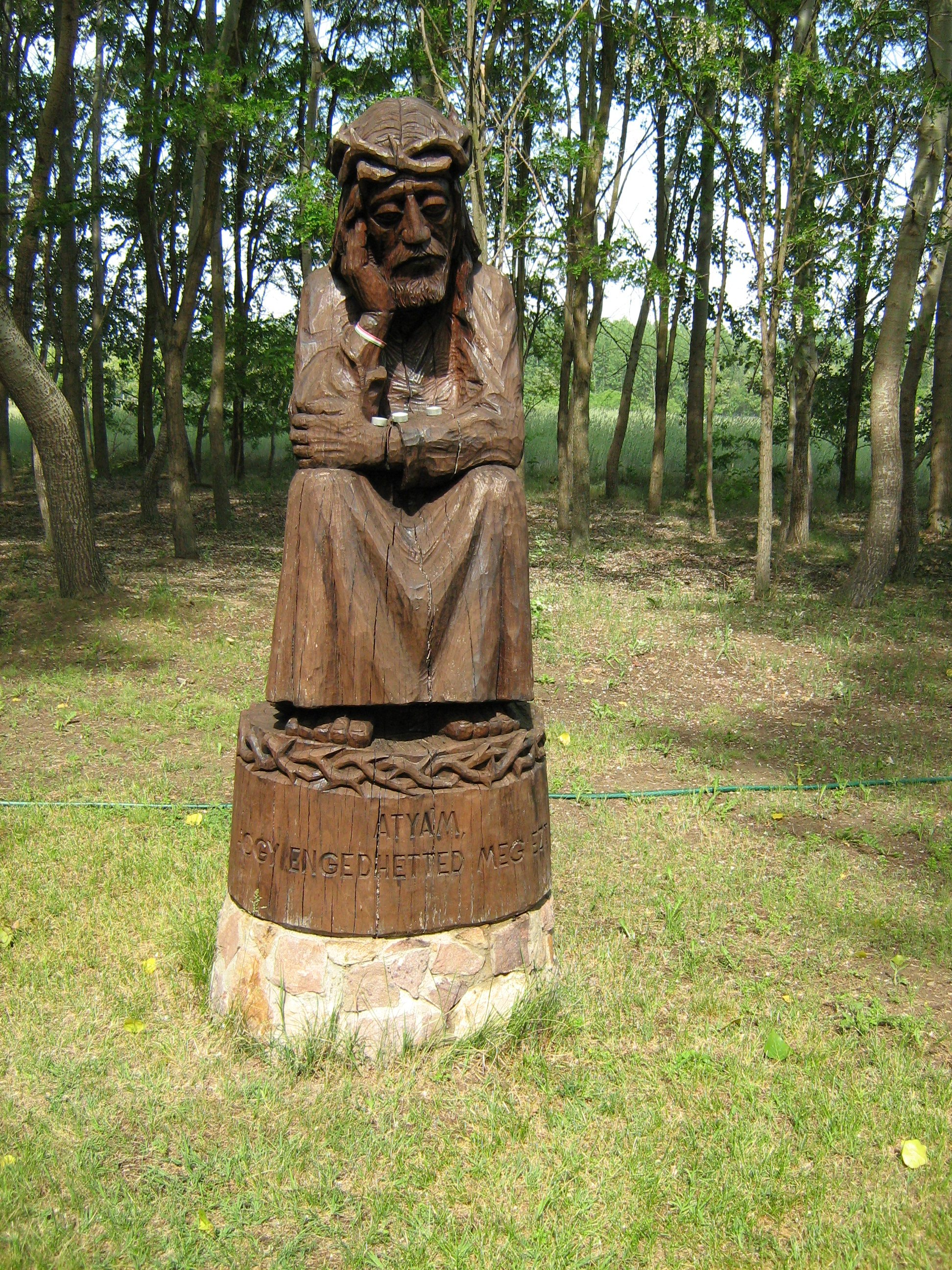
Az ülő Krisztus szobra